# Балкан-Махала
Балкан-Махала (болг. Балкан махала) — село в Болгарии. Находится в Пловдивской области, входит в общину Лыки. Население составляет 1 человек.

## Политическая ситуация
Балкан-Махала подчиняется непосредственно общине и не имеет своего кмета.
Кмет (мэр) общины Лыки — Красимир Славчев Манов (Болгарская социалистическая партия (БСП)) по результатам выборов.